# Cossacos do Don

Brasão tipicamente cossaco.

Os cossacos do Dom (russo: Донские казаки, romanizado: Donskiye kazaki) são cossacos que se estabeleceram ao longo do médio e baixo Rio Dom. No passado formaram uma entidade política autônoma ao longo do médio e baixo rio Dom e de seus afluentes (o que incluí a Bacia do Donets (Donbass) no leste da Ucrânia).
Os cossacos do Dom desempenharam um importante papel militar na expansão e na defesa do Império Russo, participando de diversas guerras, dentre elas:
1. a Grande Guerra do Norte;
2. a Guerra dos Sete Anos;
3. a Guerra da Crimeia;
4. as Guerras Napoleônicas;
5. a Guerra do Cáucaso;
6. muitas das Guerras Russo-Persas; e
7. a Primeira Guerra Mundial.

## Histórico

### Primórdios
Entre os séculos XVI e XVIII, as estepes da Bacia do rio Dom faziam parte de uma região que era denominada como campo selvagens (em russo: Дикое Поле). No final da Idade Média, a área estava sob o controle da Horda Dourada e numerosos grupos armados tártaros (especialmente os tártaros da Crimeia) faziam saques contra comerciantes e colonos.
Após 1480, em decorrência da queda da Horda Dourada, mais colonos, oriundos do Grão-Principado de Moscou, começaram a migrar para a região do rio Dom . Desse modo, a vasta estepe da região do rio Dom foi povoada por aqueles que não estavam satisfeitos com a ordem social existente, por aqueles que não reconheciam o poder dos proprietários de terras, por servos fugitivos, por aqueles que ansiavam por liberdade. Com o passar do tempo, eles se tornaram uma comunidade unida e foram chamados de "os cossacos". No início, a principal ocupação desses pequenos destacamentos armados era a caça e a pesca – assim como a luta constante contra os turcos e os tártaros que os atacavam. Só mais tarde começaram a se estabelecer e trabalhar na terra. Até o final do século XVI, os cossacos do Dom habitavam territórios livres.

### Século XVI

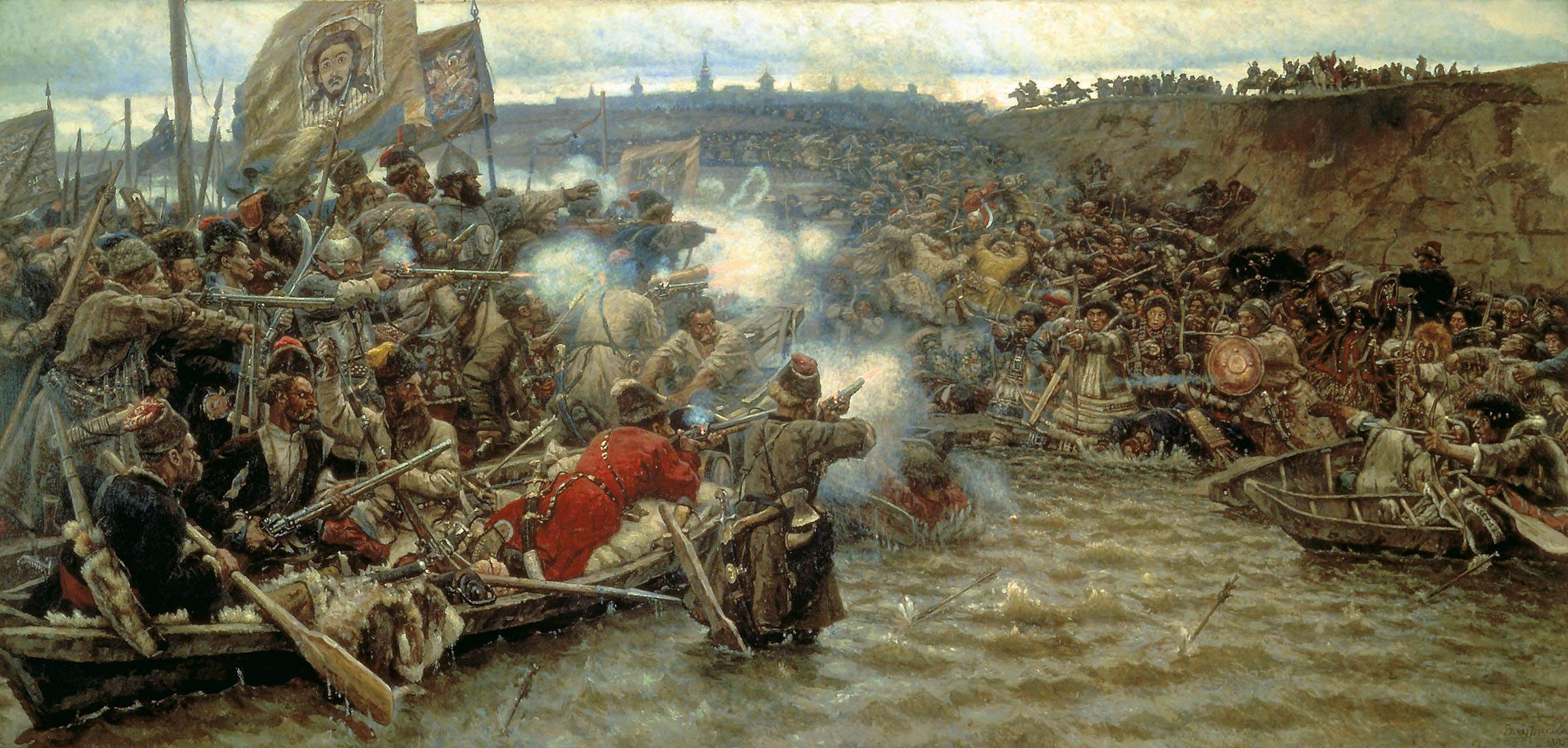
Conquista da Sibéria por Yermak, por Vasily Surikov.

No ano de 1552, liderados pelo "Ataman" Susar Fedorov foram contratados pelo Exército de Ivã, o Terrível, para participar do cerco de Kazan, que resultou na conquista do Canato de Kazhan pelo Império Russo.
No dia 2 de junho de 1556, liderados pelo "Ataman" Lyapun Filimonov em uma ação conjunta com tropas do Império Russo (Streltsy) (arqueiros) participaram da conquista e anexação o Canato de Astrakhan ao Império Russo.
Em 1557, o "Ataman" Andrei Shadra liderou uma tropa em direção ao Rio Terek, e desse modo estabeleceu os Cossacos do Terek.
Em 1579, no final do reinado de Ivan, o Terrível (1533-1584), o "Ataman" Ermak Timofeevitch partiu em uma expedição que faria a conquista a Sibéria para o Império Russo.
No outono de 1582, a expedição derrotou o Khan Kuchum e ocupou Isker, a capital do Canato da Sibéria.
No inverno de 1583, um destacamento, liderado por Bogdan Bryazga (ou, segundo outras fontes, Nikita Pan), marchou pelas margens do Rio Irtixe e passou pelas terras dos Mansis até alcançar os muros da cidade de Samarovo. Nesse contexto, os khantys, surpreendidos pelo ataque cossaco, se renderam.
Em 1584, fizeram um juramento de fidelidade ao Czar Teodoro I.
No outono de 1585, logo após a morte de Ermak, liderados por Ivan Mansurov fundaram a primeira cidade fortificada russa na Sibéria: Obskoy, na foz do Rio Irtysh, na margem direita do Rio Ob. As terras onde viviam os Mansis e os Khantys foram incorporadas ao Império Russo.
Depois o controle russo sobre essas regiões foi reforçado pela fundação das cidades de Pelym e Berezov, em 1592; e Surgut, em 1594.
Como resultado da expedição de Ermak, a Rússia conseguiu anexar a Sibéria.

### Século XVII
No século XVII, em aliança com o Império Russo, lutaram contra tropas do Império Otomano e do Canato da Crimeia. Desse modo, em 1637, em conjunto com os Cossacos Zaporozhianos, capturaram a estratégica fortaleza otomana de Azov, que guardava a foz do rio Dom.
Em 1641, atuaram na defesa da Fortaleza de Azov.
Depois disso, os cossacos passaram a governar da região meridional do Rio Dom como um protetorado do Império Russo. Em troca da proteção das fronteiras meridionais da Rússia medieval, os cossacos do Dom receberam o privilégio de não pagar impostos e a autoridade do czar nas terras cossacas não era tão absoluta quanto em outras partes da Rússia.
Entre 1695 e 1696, liderados pelo Ataman Frol Minaev, participaram da campanha militar, contra o Império Otomano liderada por Pedro, o Grande (Czar entre 1682 e 1721), que retomou o controle da Fortaleza de Azov.
Em 1701, liderados por Maxim Frolov, participaram da Grande Guerra do Norte, juntamente com o exército russo sob o comando de Sheremetyev.

### Redução da autonomia
Por outro lado, a partir de 1700, o Império Russo começou a reduzir a autonomia dos Cossacos do Dom e, essa circunstância, causou a eclosão Revolta de Bulavin (1707-1708).
Em 1708, em represália à participação de uma parte dos Cossacos do Dom na Revolta de Bulavin, Pedro, o Grande, reduziu drasticamente a autonomia dos cossacos.
Apesar disso, durante o século XVIII, os Cossacos do Dom, continuaram a atuar como tropas irregulares, lideradas por seus Atamans, à serviço do Império Russo em várias campanhas militares, tais como:
- a campanha persa de 1722-1723;
- a Guerra Russo-Sueca 1741-1743; e
- a Guerra dos Sete Anos (1756-1763).

Além disso, participaram de inúmeras campanhas contra o Império Otomano, como por exemplo:
- em 1736, a retomada da Fortaleza Azov, na qual os Cossacos do Dom foram liderados por Ivan Matveevich Krasnoshchekov, e o exército russo comandado pelo Marechal de Campo: Burkhard Christoph von Münnich;
- a Guerra Russo-Turca (1768–1774), a partir da qual o Império Russo passou a controlar o sul da Ucrânia, o norte do Cáucaso e a Crimeia, na qual os Cossacos do Dom foram liderados pelos Atamans Alexei Ivanovich Ilovaisky e  Sebryakov; e o exército russo comandado por Piotr Rumiántsev Rumyantsev e Vasily Dolgorukov-Krymsky.

Em 1775, após a repressão da Revolta de Pugachev:
- foram eleitos 65 Cossacos do Dom que se distinguiram em capacidades militares para integrar a escolta honorária da Imperatriz Catarina II; e
- o Príncipe Gregório Alexandrovich Potemkin estabeleceu a Chancelaria Militar no Dom. Desse modo: os oficiais cossacos foram equiparadas em direitos aos oficiais do exército do Império Russo; o posto de coronel cossaco dava direitos à nobreza hereditária do Império Russo; e todos os cossacos do sexo masculino foram obrigados a prestar serviço militar.

A fronteira sul dos Cossacos do Dom era o Rio Kuban, ao longo do qual foram construídas 4 fortalezas, 20 fortes menores, muitos postos com torres de vigia, que foram constantemente atacados por circassianos e nogais.
Em 1782, Alexander Suvorov derrotou a Horda Nogai com 16 companhias de infantaria, 16 esquadrões e 16 regimentos de Cossacos do Dom comandados pelo Ataman Ilovaisky.
Em 1792, foi construída a Fortaleza de Krasnodar, que seria a base do Exército Cossaco do Mar Negro, que mais tarde seria conhecido como o Exército Cossaco de Kuban.
No dia 11 de dezembro de 1790, durante a Guerra Russo-Turca (1787–1792), o exército russo comandado por Alexander Suvorov, no qual estavam integrados 13.000 Cossacos do Dom, comandados pelos Atamans Orlov e Platov, tomou a principal fortaleza turca em Izmail, localizada a 80 Km da foz do Rio Danúbio.
Em 1794, regimentos cossacos comandados pelos Atamans: Orlov, Sebryakov, Lashchilin, Yanov e Denisov, apoiaram o Império Russo durante a repressão contra a Revolta Polonesa de 1794.
Por outro lado, entre 1792 e 1794, parte dos Cossacos do Dom se rebelou contra a Imperatriz Catarina II.
Entre abril e setembro de 1799, o General Alexander Suvorov comandou o exército russo na campanha italiana (nessa campanha o Império Russo integrava a Segunda Coligação contra a França e aliados), da qual participaram 8 regimentos de Cossacos do Dom, comandados por Adrian Karpovich Denisov.
Em 1805, regimentos de Cossacos do Dom, liderados pelos Atamans Sysoev e Khanzhenkov foram integrados ao corpo do exército russo comandado por Mikhail Kutuzov, que foi enviado, pelo Imperador Alexandre I, para ajudar o Imperador Francisco I (do Sacro Império Romano-Germânico) para lutar contra o Imperador Napoleão Bonaparte. Mas foram derrotados, em Austerlitz, na "Batalha dos Três Imperadores.
Entre 1806 e 1812 regimentos de Cossacos do Dom, comandados pelos Atamans Denisov e Ilovaisky lutaram na Guerra Russo-Turca (1806–1812).
Entre 1808-1809, o regimento de Cossacos do Dom, comandado pelo Ataman Kiselev lutou na guerra Guerra Russo-Sueca de 1808–1809, que resultou na transformação do território que, atualmente, corresponde à Finlândia em um Grão-Ducado que tinha como Grão Duque o próprio Czar da Rússia (união pessoal).

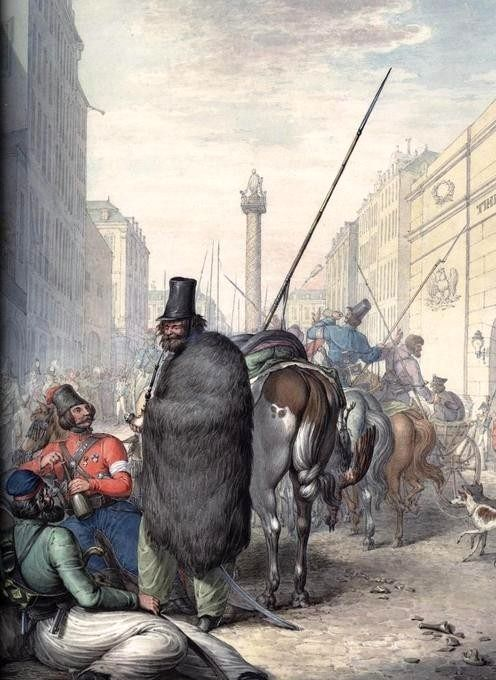
Cossacos em Paris em 1814

Em 1812, cerca de 50.000 Cossacos do Dom, comandados por Matvéi Plátov, foram enviados para combater a invasão da Rússia por Napoleão. Na sequência, em 1813, participaram do "Batalha das Nações", nas proximidades de Leipzig e, no dia 18 de março de 1814, entraram em Paris e montaram acampamento nos Campos Elísios.
Entre 1914 e 1917, no contexto da participação do Império Russo na Primeira Guerra Mundial, mais de 100 mil Cossacos do Dom integraram regimentos cossacos do exército russo.

### Durante a Guerra Civil Russa
Por ocasião da eclosão da Revolução de Outubro de 1917, Alekséi Kaledín, o principal líder dos Cossacos do Dom, se opôs aos bolcheviques. No entanto teve dificuldades de mobilizar um grande número de cossacos, pois muitos deles estavam desgastados com a Primeira Guerra Mundial, eram descontentes em relação ao Antigo Regime (czarismo) e tinham simpatias pelos bolcheviques. Desse modo sofreu derrotas militares e suas tropas ficaram muito reduzidas. Nesse contexto, cometeu suicídio no dia 11 de fevereiro de 1918. Deixou uma carta, na qual explicou que a decisão de cometer o suicídio decorreu de sua decepção pela "recusa dos cossacos em seguir seu ataman".
Após o suicídio de Kaledín, o Ataman Piotr Kharitonovich Popov passou a liderar os cossacos antibolcheviques.
Por outro lado, alguns cossacos se juntaram aos bolcheviques e, no dia 23 de janeiro de 1918, foi formado o Comitê Revolucionário Militar Cossaco, liderado por Fedor Grigorievich Podtelkov e Mikhail Vasilievich Krivoshlykov.
No dia 25 de fevereiro, um destacamento de cossacos vermelhos assumiu o controle de Novocherkassk (então a capital dos Cossacos do Dom). Nesse mesmo dia, o Ataman Piotr Kharitonovich Popov, líder dos cossacos antibolcheviques Novocherkassk com uma tropa de 1727 combatentes em direção ao leste, para as estepes do Rio Sal (um afluente do Rio Dom), para se reagrupar e esperar um momento oportuno para voltar a combater os bolcheviques.
Logo tiveram início desavenças entre os Cossacos do Dom e os bolcheviques. Dentre os motivos da revolta estava o fato de que os bolcheviques apoiaram os camponeses não cossacos que queriam para de pagar alugueis pelas terras de cossacos. Desse modo, a partir do final de março, começaram a eclodir revoltas cossacas em várias aldeias da região do Rio Dom. Os cossacos rebelados foram reforçados pelas tropas do Ataman Piotr Kharitonovich Popov, que retornaram da região das estepes do Rio Sal, desse modo, no dia 04 de maio de 1918, os soviéticos foram forçados a ser retirar de Rostov do Dom e no dia 10 de maio, os Cossacos do Dom ocuparam Novocherkassk, onde, a partir de 11 de maio, realizaram uma assembleia na qual foi eleito, no dia 16 de maio, o Ataman Piotr Nikolaevich Krasnov. No dia 18 de maio, essa assembleia foi encerrada com a proclamação de um estado independente na Região dos Cossacos do Dom.
Em um desenvolvimento paralelo, no início de maio de 1918, no contexto da Primeira Guerra Mundial, a parte ocidental da Região dos Cossacos, incluindo as cidades de: Rostov do Dom, Naquichevan do Dom, Taganrog, Millerovo e Chertkovo; foi ocupada pela força expedicionária alemã, que já havia ingressado no território da Ucrânia em março, de acordo com um acordo assinado pela Rada Ucraniana com a Alemanha e o Império Austro-Húngaro. Nesse contexto, os Cossacos do Dom conseguiram obter mais armas e munições em troca de alimentos.
Nesse contexto, a liderança da República Soviética do Dom foi evacuada para Volgogrado e, posteriormente, para a Vila de Velikoknyazheskaya, onde continuou a existir até o final de junho.
Em janeiro de 1919, em resposta à aliança dos cossacos com o Exército Branco, o poder soviético deu origem a uma violenta política de descossaquização .
Na primavera de 1920, após a derrota do Exército Branco na Batalha de Yegorlyk (25 de fevereiro - 2 de março de 1920), muitos Cossacos do Dom passaram a integrar o Exército Verde.
No período posterior à Guerra Civil Russa (1917-1923), era proibido o recrutamento dos cossacos para o Exército Vermelho, esse proibição somente foi abolida em 20 de abril de 1936, no entanto, continuava a ser vedado o acesso dos cossacos às escolas militares, nas quais eram formados os oficiais do Exército Vermelho.
Em pouco tempo, diversas unidades de cavalaria do Exército Vermelho passaram a ser qualificadas como unidades cossacas.

### Colaboração com o nazismo
No início da Segunda Guerra Mundial, muitos dos Cossacos do Dom estavam ressentidos contra o poder soviético devido à política de descossaquização e passaram a colaborar com o nazismo.
Dentre os primeiros cossacos a passar para o lado dos alemães, esteve o destacamento liderado por Nikolai Grigorievich Nazarenko que, em outubro de 1941, em uma batalha nas proximidades do Rio Mius, estando na segunda linha de defesa das tropas soviéticas atacou os homens da primeira linha e desertou para o lado dos alemães, desse modo, cerca de 80 cossacos passaram a integrar as tropas alemãs .
No segundo semestre de 1942, o exército alemão, no contexto da Segunda Guerra Mundial já ocupava boa parte do território onde viviam os "Cossacos do Dom" . Nesse contexto foram formadas unidades militares cossacas aliadas ao exército alemão, principalmente a partir de outubro de 1942, quando foi realizada uma assembleia de lideranças cossacas em Novocherkassk. Esse processo foi inicialmente liderado por Sergei Vasilievich Pavlov, um ex integrante das forças cossacas antibolcheviques que vivia na União Soviética se ocultando das autoridades por meio de documentos falsos. Esse processo foi apoiado por Piotr Nikolaevich Krasnov, um importante líder dos cossacos antibolcheviques durante a Guerra Civil Russa (1917-1923) que, desde 1936, vivia na Alemanha.
No dia 25 de janeiro de 1943, Krasnov publicou um manifesto no qual convocava todos os cossacos a se rebelar contra os soviéticos para criar um estado cossaco, independente da Rússia, como um estado satélite da Alemanha Nazista.
Com o avanço do Exército Vermelho, os cossacos antisoviéticos se deslocaram para oeste de modo que, no final de 1943, se concentravam na região de Khmelnytsky. Em 10 de novembro de 1943, receberam do comando militar alemão a atribuição de policiar territórios na Ucrânia Ocidental, nas proximidades da aldeia de Valino e da cidade de Kamianets-Podilskyi. Em 10 de janeiro de 1944, começaram a se deslocar para Lviv.
No dia 8 de março de 1944, liderados por Pavlov, iniciaram outro deslocamento, em direção à região da cidade polonesa de Sandomierz. Nesse percurso combateram tropas soviéticas para evitar romper o cerco.
No dia 28 de abril de 1944, iniciaram outro deslocamento em direção à Bielorrússia, onde ficaram responsáveis pela vigilância em cidades como: Baránavichi, Slonim e Navahrudak, onde lutaram contra guerrilheiros soviéticos.
Em meados de julho de 1944, agora liderados por Semión Krasnov (sobrinho de Piotr Nikolaevich Krasnov), diante da ofensiva soviética (Operação Bagration) começaram a ser mover em direção às cidades polonesas de Zduńska Wola, Shiras e Sieradz (Polônia Central).
Em agosto de 1944, participaram da repressão contra a Revolta de Varsóvia.
Em 6 de julho de 1944, foi tomada a decisão de transferir parte dos cossacos antibolcheviques para o norte da Itália, onde combateram antifascistas italianos. No início de outubro, foram encaminhados para uma área nas proximidades da cidade de Tolmezzo (nordeste da Itália). No final da Segunda Guerra Mundial, o estima-se que entre de 25 e 35 mil cossacos se estabeleceram naquela região, incluindo mulheres, crianças e cossacos não combatentes, comandados pelo ataman Timofey Domanov .
No dia 30 de abril de 1945, as tropas alemãs na Itália decidiram se render. Nesse contexto, boa parte dos cossacos começou a se deslocar para Lienz, no sul da Áustria, onde chegaram no dia 10 de maio e se renderam às tropas britânicas no dia 18 de maio.

#### 1ª Divisão de Cavalaria Cossaca da Wehrmacht
No dia 21 de abril de 1943, foi expedida a ordem para criar uma divisão de cavaria cossaca como parte da Wehrmacht.
No dia 25 de setembro, essa divisão foi enviada para a Croácia para auxiliar no combate contra guerrilheiros do Exército Popular de Libertação da Iugoslávia . Desse modo, participaram de diversas ações nos territórios da Sérvia, Croácia e da Bósnia.
No dia 3 de maio de 1945, quando perceberam que a vitória dos soviéticos era inevitável, começaram a se deslocar em direção à Aústria, com o objetivo de render-se para o Exército Britânico e não para o Exército Vermelho.

#### Repatriação
Em decorrência de acordos firmados durante a Conferência de Ialta, muitos dos cossacos, assim como também seus familiares, que colaboraram com os nazistas e se deslocaram para a Europa Ocidental foram repatriados para a União Soviética após a Segunda Guerra Mundial.

### A partir da década de 1990
No dia 28 de junho de 1990, houve uma reunião em Moscou que fundou a União dos Cossacos da Rússia, da qual participaram 263 delegados e na qual: Alexander Martynov, um descendente dos Cossacos do Dom, foi eleito como "Ataman" da União dos Cossacos da Rússia.
No dia 17 de novembro de 1990, foi realizado o Congresso dos Cossacos do Dom, em Rostov do Dom, no qual Mikhail Mikhailovich Sholokhov, filho do escritor Mikhail Sholokhov foi escolhido como: "Ataman".
No dia 6 de outubro de 1991, foi realizada uma nova Assembleia dos Cossacos do Dom, dessa vez em Novocherkassk. Nessa reunião, Mikhail Mikhailovich Sholokhov renunciou ao posto de "Ataman" foi substituído por Sergei Alekseevich Meshcheryakov. Nessa reunião, também foi deliberado que Novocherkassk seria a capital dos Cossacos do Dom.
Nos dias 10 e 11 de outubro de 1992, foi realizada uma nova Assembleia dos Cossacos do Dom, na qual, Vasily Ivanovich Kaledin foi escolhido como novo "Ataman".
Muitos cossacos passaram a defender:
1. a transformação da Região do rio Dom em uma região autônoma especial da Rússia, sendo que essa região teria como base a região de Rostov e que também contaria com partes da região de Volgogrado (Rússia) e com as regiões de Donetsk e Lugansk (Ucrânia);
2. o reconhecimento dos Cossacos do Dom como um povo separado[21]

Em 1992, alguns dos Cossacos do Dom participaram de combates apoiando os separatistas (russos étnicos) durante a Guerra Civil da Transnístria.
No dia 16 de maio de 1993, ocorreu a celebração da restauração do monumento ao lendário Ataman e fundador da cidade de Novocherkassk: Matvéi Plátov, que fora destruído durante a descossaquização.
Nos dias 17 e 18 de julho de 1993, foi realizada, em Moscou, uma reunião do Círculo Supremo Unificador dos cossacos da Rússia e do exterior, na qual Viktor Nikolaevich foi eleito como: "Ataman Supremo" e Novocherkassk foi escolhida como a capital dos cossacos da Rússia e do exterior
No segundo semestre de 1993, Nikolai Ivanovich Kozitsin foi escolhido como o no "ataman" dos cossacos do Dom.
Em 1994, surgiu uma divisão entre a liderança dos Cossacos do Dom e as suas bases. Essa divisão se intensificou quando o "Ataman" Kozitsin assinou um Tratado de Amizade e Cooperação com Djokhar Dudaiev, chefe da República Chechena da Ichkeria.
Nesse contexto, em 19 de novembro de 1994, foi realizada, em Novocherkassk, uma Assembleia dos Cossacos do Dom dissidentes, que elegeu: Pavel Alekseevich Baryshnikov e Gennady Petrovich Nedvigin como "Atamans".
Em 1996, Vyacheslav Khizhnyakov tornou-se o "Ataman" dos Cossacos do Dom (substituindo Kozitsin), apoiado por autoridades oficiais no mais alto nível federal.
Em 2005, um escritório dos Cossacos do Dom foi estabelecido em Krasnodar.
No dia 1º de setembro de 2010, Kirill (Cririlo), então Patriarca de Moscou e Toda Rússia, declarou que o Dia do Ícone da Mãe de Deus (1º de setembro) deveria ser um feriado dos cossacos ortodoxos.

#### Fragmentação
Depois da primeira cisão em 1994, surgiram diversas organizações que pretendiam unificar dos Cossacos do Dom, sendo que dentre todas as organizações que tem esse propósito, duas merecem maior destaque:
1. aquela que foi, até 2003, liderada pelo "Ataman" Nikolai Vasilyevich Fedorov (1901-2003), que combatera o Exército Vermelho durante a Guerra Civil Russa e fora líder dos cossacos anticomunistas no exterior; e, depois, por pelo "Ataman" Mikheev Yaropolk Leonidovich (1930-2019), nascido na Iugoslávia, filho de um cossaco anticomunista no exílio[24]. Trata-se de uma associação com poucos integrantes, mas que tem sua importância pela qualidade de suas publicações sobre a história dos cossacos; e
2. a "Sociedade Militar Cossaca" (VKO), que é apoiada pelo Governo da Federação Russa[25]. Trata-se da organização que reúne os Cossacos “Registrados”, ou seja, aqueles que estão no serviço público de acordo com a Lei Federal de 05 de dezembro de 2005 (“Sobre o Serviço Público dos Cossacos Russos”) e que teve seu Estatuto aprovado pelo Decreto do Presidente da Federação Russa nº 612, de 17 de junho de 1997.

### Guerra Civil no Leste da Ucrânia
Em 2014, muitos dos Cossacos do Dom apoiaram os separatistas durante a Guerra Civil no Leste da Ucrânia (Donbass). Nesse contexto, os "Atamans" Nikolai Kozitsyn e Pavel Leonidovich Dremov lideraram a Guarda Nacional Cossaca e tentaram defender posições nas regiões de Lysychansk, Rubizhne e Sievierodonetsk, mas foram forçadas a se retirar.
Depois, se entrincheiraram na área de Stakhanov, Pervomaisk e Alchevsk.
No início de 2015, atacaram a cidade de Debaltseve.